# シー・ヴイ・エス・ベイエリア
株式会社シー・ヴイ・エス・ベイエリア（英: CVS Bay Area Inc.、通称：CVSベイエリア）は、千葉県千葉市美浜区の幕張新都心に本社を置く、千葉県の京葉地区を中心とした首都圏でホテル事業とコンビニエンスストア事業を運営するとともに、全国でマンションフロント事業とクリーニング事業等を行う企業である。

## 概要
かつては大手コンビニエンスストア（CVS）チェーンのエリアフランチャイザー・メガフランチャイジーとしての事業を中心としていた。
1981年2月 千葉県市川市にコンビニエンスストア事業を目的として設立し、コンビニ加盟店経営を開始。
1989年11月 株式会社サンクス（現：株式会社ファミリーマート）とフランチャイズ契約を締結し、コンビニ「サンクス」の店舗運営事業を開始した。
2012年2月までサークルKサンクスのエリアフランチャイズ本部企業として、「サンクス」を千葉県中央・北部（旧下総国地域周辺）と江東区・港区など城東・城南部を中心とした東京都9つの区部で店舗開発・運営および指導を行っていたが、2012年3月１日より「ローソン」に鞍替えを行った。
日本有数のメガフランチャイジーとして知られていたが、2017年11月、首都圏のコンビニ店数が飽和状態に達しこれ以上のコンビニ事業規模拡大が難しくなったとして、「コンビニ運営会社から、コンビニ“も”運営している会社」をキーワードに業態転換を発表。
2018年3月1日付で、運営に関与していたローソン107店舗のうち96店（内、加盟店5店）を、株式会社ローソンが新設する子会社「株式会社ローソンアーバンワークス」に会社分割の形で運営譲渡した。
譲渡対象外の11店舗はCVSベイエリアとしての運営を継続するため、コンビニエンスストアに関する事業から完全撤退したわけではない。なお2024年8月現在、直営店として運営するコンビニエンスストアはローソン4店舗となっている。
ローソンアーバンワークスへのコンビニ店舗の運営譲渡により、CVSベイエリアは以後ホテル運営を中心とした事業を拡大していくことになった。ホテル以外の事業では、子会社を通じ、マンションフロントサービス事業や衣類のクリーニング事業、ヘアカットサービス店舗の運営等を行っている。かつてはネットカフェ店舗の運営や宝くじ販売も行っていた。
2024年2月期の事業収入の内訳は、ホテル事業収入17億9百万円、マンションフロントサービス事業収入42億87百万円、クリーニング事業収入1億90百万円、コンビニエンス・ストア事業収入12億97百万円、その他事業（事業用不動産の保有や賃貸管理、ヘアカットサービス店舗の運営、千葉県成田市のキャンプ場の運営）収入1億円となっており、マンションフロントサービス事業のウェイトが大きくなってきている。

## コンビニ事業の特徴
コンビニ事業においては数店を除き、ほとんどの店舗を直営かつエリアフランチャイズで展開していた。コンビニエンスストアのFC本部企業とは資本・人的支配から一定の距離を置いており、独自の経営センスを持つことで知られた。
FCの弁当商品以外にCVSベイエリアとしての弁当を販売したり、トラック運転手などが多い湾岸エリアの店向けに独自の商品を開発している。また、店舗でのクリーニング取次ぎサービスや宝くじの販売など、新たなサービスの開発に取り組んだ。店舗ごとの平均日販はコンビニエンスストア業界でもトップクラスと言われていた。
現在の運営店舗はローソン浦安見明川店、浦安入船店、市川塩浜駅前店、国際展示場駅前店の4店舗となっており、CVSベイエリアの強みである独創性を持った店舗作りを目指し、フランチャイズ本部が推進する各種施策に加え、立地特性に対応した独自仕入商品の販売を行うなど積極的な販売施策を進めているとのことである。

## コンビニ"も"運営している会社
国内有数のコンビニエンスストアのメガフランチャイジーとして知られていたCVSベイエリアであるが、2024年2月期の連結売上高が75億1992万円なのに対し、コンビニエンス・ストア事業収入は12億97百万円（連結売上高に占める割合は17%強）と、現在は文字通り「コンビニ“も”運営している会社」になっている。
コンビニエンスストア以外の主な事業としては、ホテル事業、子会社アスクの行っているマンションフロント事業、子会社FA24の行っているクリーニングサービス事業などがある。

### ホテル事業
2009年11月に千葉県市川塩浜駅前にビジネスホテル「CVS・BAY HOTEL」を開業したのを皮切りに、2020年10月時点では10棟のホテル（CVS・BAY HOTEL新館を1棟として数えた場合）を営業していたが、コロナ禍の2020年-2022年に、
- 「東京駅前BAY HOTEL」及び「田町BAY HOTEL」(2020年12月)[21]
- 「東京銀座BAY HOTEL」(2021年7月)[22]
- 「日本橋室町BAY HOTEL」(2022年3月)[23]

の4棟を閉業しているため、2024年10月現在営業中のホテルは、
ユニットタイプホテル
- 「東京有明BAY HOTEL」
- 「秋葉原BAY HOTEL」（女性専用）[24]

ビジネスホテル
- 「CVS・BAY HOTEL（本館）」
- 「CVS・BAY HOTEL（新館）」
- 「BAY HOTEL東京浜松町」

アパートホテル
- 「BAY HOTEL浦安駅前」

の6棟である。
これらのホテルに加え、2022年8月22日に農園リゾートを運営する株式会社ザファームとパートナーシップ契約を締結、同社の監修・運営サポートのもと、2025年3月1日、成田国際空港から北東に4kmほど、「農園リゾートTHE FARM」の所在する千葉県香取市西田部から西に7kmほどの位置にある千葉県成田市前林に、新感覚アウトドアホテル「THE FARM SLOW MOUNTAIN NARITA（ザファーム スロウマウンテン成田）」を開業した。
ホテル以外では、成田インターチェンジから車で3分の立地に、飛行機が見える大規模オートキャンプ場「成田スカイウェイ BBQ(CAMP)」（2021年6月1日開業）を運営していたが、2024年5月27日に厚生水産株式会社（千葉県船橋市）に譲渡し、同日キャンプ施設も閉業している。

### マンションフロントサービス事業
1991年に鎌倉市でマンションコンシェルジュサービスを開始した株式会社アスクは全国でマンションコンシェルジュサービスを行っていたが、2009年10月にCVSベイエリアの子会社（2011年からは100%子会社）となる。
その後、営業範囲をシェアオフィスの受付、公共施設の受付にも広げ、2024年6月現在の管理物件数は北海道から沖縄までの全国18都道府県で、
- 有人フロントサービス 602件
- マンション内ミニショップ・カフェ 130件
- Webコミュニケーションサービス 540件

となっている。
2024年2月期のマンションフロントサービス事業収入は、CVSベイエリア連結売上高75億1992万円のうち、57%にあたる42億87百万円と、収益の柱になっている。
全国のマンション販売戸数の減少傾向と小規模物件化の増加により、有人コンシェルジュの導入が可能となる大型物件が減少傾向にあることから、最近は非有人物件でも有人物件に近いサービスの提供を可能とするOICOSや、マンション居住者を主たる対象とした会員制登録ショッピングサイトASQ GEM Shopに力を入れている。

### クリーニング事業
2002年3月、CVSベイエリアの100%子会社として設立された株式会社エフ．エイ．二四(FA24)は、かつてはポプラ (コンビニエンスストア)のフランチャイズチェーンに加盟していたこともあるが、現在は東京・埼玉・千葉・神奈川・大阪の5都府県で法人、ホテル、マンション、社員寮、学生寮向けクリーニングサービスを提供しているほか、個人向けの衣類保管クリーニングサービスやハウスクリーニングサービスなども行っている。
兄弟会社であるアスクによるマンション居住者への衣類保管クリーニングやハウスクリーニングの取次といった子会社間でのサービスの相互提供を従来から行っていたが、サービスの相乗効果をさらに高める目的で、LINEを通じクリーニング対象品の集荷依頼や各種相談を24時間で可能とし、キャッシュレス決済にも対応したトータルクリーニングサービス「オンラインコンシェルジュ」の導入及び展開を2023年10月より開始した。

## 沿革
シビルサービス時代
- 1981年（昭和56年）2月 - 千葉県市川市にシビルサービス株式会社設立。当初は、セブン-イレブンのエリアフランチャイジー（ユネイシア名義）であったが、のちに脱退[注釈 2]。
- 1989年（平成元年）11月 - 当時の株式会社サンクスとサンクス・フランチャイズ・チェーン加盟店契約を締結し、江東区東大島にシビルサービスのサンクス1号店として「サンクス大島店」開店。
- 1996年（平成8年）12月 - コンビニエンス・ストアの本部事業を目的とする（旧）株式会社シー・ヴイ・エス・ベイエリアを設立。
- 1997年（平成9年）
  - 1月14日 - 当時の株式会社サンクスアンドアソシエイツとエリアフランチャイズ契約。
  - 2月 - （旧）株式会社シー・ヴイ・エス・ベイエリアがシビルサービス株式会社のサンクス21店舗を継承。

CVSベイエリア時代
- 1998年（平成10年）2月 - シビルサービス株式会社が（旧）株式会社シー・ヴイ・エス・ベイエリアを吸収合併。同時に、シビルサービス株式会社から（新）株式会社シー・ヴイ・エス・ベイエリアに商号変更。エリア・フランチャイズ本部会社となる。
- 2000年（平成12年）12月 - 大阪証券取引所ナスダック・ジャパン市場に株式上場。
- 2001年（平成13年）3月 - 掃除代行業を主力とする関連会社として、株式会社FA24設立。
- 2002年（平成14年）10月 - 東京証券取引所市場第二部に株式上場。
- 2004年（平成16年）5月 - FA24がコンビニエンスストアのポプラとFC契約。
- 2006年（平成18年）2月 - 東京証券取引所市場第一部へ昇格。
- 2008年（平成20年）8月 - 千葉県千葉市美浜区中瀬1-7-1 CVSベイエリアビル26Fに本社を移転。
- 2009年（平成21年）
  - 2月 - サンクスの運営母体である株式会社サークルKサンクスに対してFC脱退の意向を示す。
  - 10月 - マンションコンシェルジュ事業を主力とする株式会社アスクを子会社化。
  - 11月 - 千葉県市川市にビジネスホテル「CVS・BAY HOTEL」を開業[注釈 3]。
- 2010年（平成22年）5月20日 - サークルKサンクスが、同社に対し訴訟を提起[注釈 4]。
- 2011年（平成23年）
  - 12月16日 - サークルKサンクスと訴訟上の和解が成立[42][注釈 5]。
  - 12月29日 - ローソンとの間でFC契約交渉を進めることを公表[43]。
- 2012年（平成24年）
  - 1月20日 - ローソンとのFC契約を締結合意。契約期間は満15年[44]。
  - 2月29日 - サークルKサンクスとエリアフランチャイズ契約満了。
  - 3月1日 - ローソンブランド店の営業開始[注釈 6]。
  - 6月 - 神奈川県（横浜市）に初出店。
- 2015年（平成27年)
  - 7月 - 東京都中央区にユニット型ホテル（ユニット型スマートホテル）の１号店となる「東京銀座BAY HOTEL」を開業。
  - 12月 - ビジネスホテル「CVS・BAY HOTEL新館」を開業 。スマートホテル「東京有明BAY HOTEL」、「東京駅前BAY HOTEL」を開業。
- 2016年（平成28年）
  - 1月 - スマートホテル「日本橋室町BAY HOTEL」を開業。
  - 5月 - 女性専用スマートホテル「秋葉原BAY HOTEL」を開業。
  - 10月 - 「田町BAY HOTEL」を開業。

- 2018年（平成30年）
  - 3月1日 - 運営するコンビニ事業のうち、直営店91店舗、加盟店5店舗をローソンアーバンワークスに売却[8]。
  - 6月 - ビジネスホテル「BAY HOTEL浦安駅前」を開業。
- 2020年（令和2年）
  - 7月 - ビジネスホテル「BAY HOTEL東京浜松町」を開業。
  - 10月 - ビジネスホテル「CVS・BAY HOTEL増築棟」を開業。
  - 12月 - 「東京駅前BAY HOTEL」及び「田町BAY HOTEL」を閉業[21]。
- 2021年（令和3年）
  - 6月 - 千葉県成田市に「成田スカイウェイ BBQ(CAMP)」を開業。
  - 7月 - 「東京銀座BAY HOTEL」を閉業[22]。
- 2022年（令和4年）
  - 3月 - 「日本橋室町BAY HOTEL」を閉業[23]。
  - 4月 - 東京証券取引所スタンダード市場に移行（東証市場再編のため）。
- 2024年（令和6年）
  - 5月 - 「成田スカイウェイ BBQ(CAMP)」売却及び閉業[45]。
  - 9月 - 2025年3月千葉県成田市に開業予定の新感覚アウトドアホテル「THE FARM[46] SLOW MOUNTAIN NARITA（ザファーム スロウマウンテン成田）」[47]の名称決定及び先行予約開始が発表される[48]。